# ブライト地区

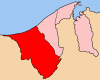
ブルネイにおけるブライト地区の位置

ブライト地区（ブライトちく、Belait）は、ブルネイ・ダルサラーム国西端に位置する同国の最大の地区である。ブルネイの地区（マレー語：daerah）は日本における都道府県に相当する行政区画である。「ブライト」の名はこの地区に住む原住民のブライト人に由来する。
行政庁所在地はクアラブライト（Kuala Belait）である。ブライト地区の首長は地区長（District Officer）が務め、現在はジャマイン・モミン（Awg. Haji Jamain bin Momin）がその地位にある。他の著名な町にセリアとスンガイ・リアン（Sungai Liang）がある。

## 地理
北岸は南シナ海に面し、東をツトン地区、西と南をマレーシアのサラワク州に接する。
地区の面積は2,727km2で、ブルネイの約半分を占める。風景は海岸から内陸に向かうにつれて、泥炭の湿地、低地の林、山間の熱帯雨林へと変化していく。
ブルネイ最長の河川であるブライト川（Sungai Belait）が地区内を流れる。この川は支流も含めば、地区のほぼ全域を流域に持つ。

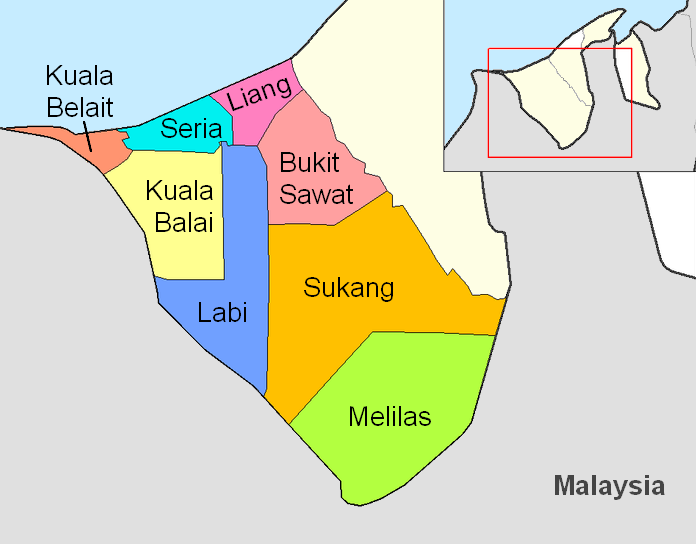
ブライトの郡

ブライト地区は更に8つの郡（マレー語：Mukim）に分けられる。以下に掲げる郡名の多くは、郡内の主要な町村から名付けられたものである。
- ブキト・サワト郡（Bukit Sawat）
- クアラ・バライ郡（Kuala Balai）
- クアラ・ブライト郡（Kuala Belait）
- ラビ郡（Labi）
- リアン郡（Liang）
- メリラス郡（Melilas）
- セリア郡（Seria）
- スカン郡（Sukang）

それぞれの郡は複数の村（マレー語：kampong）を有する。

## 人口
2018年の統計によると人口はおよそ73,200人で、大半は行政庁所在地のクアラ・ブライトと油田の町セリアである。原住民はブミプトラ（Bumiputera）と呼ばれ、ブライト人が多数派を形成する。人口の多い少数民族は漢民族で、主に広東語・台山語・客家語を話す。ほかにはイバン人（Iban）やペナン人（Penan）が暮らす。近年拡大している民族集団にコーカソイド・インド人・フィリピン人がいるが、彼らは石油や天然ガス産業に従事あるいは参与している者が多い。
ブルネイで国内で2番目に人口の多い地区でありながら、人口密度は23人/km2と、最低である。これは地区の面積が広いのが理由である。人口分布は一様ではなく、内陸の森林地帯に比べ沿岸部に集中している。都市圏はクアラブライトとセリアの2つがあり、両者を合わせてブルネイ南西都市圏を形成する。

## 交通
道路
東方面へはセリア-ルムトバイパス（Seria/Lumut bypass）経由でムアラ-ツトン高速道路（Muara-Tutong highway）と接続し、西方面へはトゥジョー川（Sungai Tujoh）に架かるラサウ橋（Rasau Bridge）を渡り、マレーシアのミリまでつながっている。スンガイトゥジョーには入国管理局が置かれている。海岸沿いの道路、特にクアラブライト、セリア、スンガイ・リアン都市圏では舗装が整い、地区内で路面は最良である。ラビ、メリラス、スカンいった内陸に向かう道路は部分的に舗装されているが、雨季には洪水や地滑りの被害を受けることがある。
鉄道
第二次世界大戦中に日本人がセリア郡バダス（Badas）から海岸部まで木製の鉄道を整備した。これは現在使われておらず、補修されることなく放置されている。
水上交通
クアラブライト港はブルネイにある3つの港のうちの1つである。ブライト川の河口に位置し、港には小さな運送会社が立地している。（詳しくはクアラブライトを参照）
ブライト川河口を経由してクアラブライトとスンガイ・テラバン村（Kg. Sg. Teraban）を結ぶフェリーが運航していたが、2005年以降、運航を取りやめている。
航空
セリア郊外にアンドゥキ飛行場があり、シェルグループの従業員が乗降する設備とプラットホームを設けている。（詳しくはセリア (ブルネイ)#航空を参照。）
スカン郡の内陸の村々ではフライングドクターが定期的に実施されている。
商業用の地区内外を結ぶ航空路線は存在しない。

## 経済
ブライト地区、特にセリアはブルネイの石油・天然ガス産業の中心地であり、多数の外国人街があり、その中にはオランダ人も多い。これはオランダを重要拠点とするシェルがこの地区に拠点を持っていることによる。
ブライト地区には2つの陸上油田・ガス田がある。大きい方がセリア油田で1929年に発見されて以来、現在でも炭化水素を生産し続けている。小さい方はラサウ油田でクアラブライトに近接する。セリア油田を拡張したタリ油田（Tali Field）はセリアの沖合に位置する。更に沖合にはサウスウェスト・アンパ・ガス田（South-West Ampa）、フェアレイ（Fairley）、フェアレイ・バラム（Fairley Baram）、エグレット（Egret）という油田がある。
地区で生産される原油の多くはセリア近隣で産出され、専ら輸出用である。一部はセリアの精製所で精製して国内で消費される。天然ガスはルムトにあるブルネイ液化天然ガスプラント（Brunei Liquefied Natural Gas Plant、BLNG）にて冷却し液化される。石油や天然ガスはタンカーで主として日本や韓国に輸出される。
地区の東部にあるリアンは近年、SPARKという271haに及ぶ世界規模の石油化学の拠点が建設されたことにより著しい経済発展を遂げている。ブルネイシェル石油と日本の2つの大企業三菱ケミカルホールディングスと伊藤忠商事の合弁事業による「ブルネイメタノール会社」が設立され、SPARKのメタノールプラントに450百万ドルが投資された。そのプラントは2010年の第一四半期までに完成予定である。